# Calycosia sessilis
Calycosia sessilis är en måreväxtart som beskrevs av Asa Gray. Calycosia sessilis ingår i släktet Calycosia och familjen måreväxter.
Artens utbredningsområde är Samoa. Inga underarter finns listade i Catalogue of Life.